# JATI協会
一般社団法人JATI協会（ジェイエイティーアイ協会、ジャティー協会）は、石綿製品製造の業界団体。2012年4月1日に前身である社団法人日本石綿協会から移行して発足した。名称は"Japan Asbestos Abolition Technology & Information Association"の略称が由来。
「旧日本石綿協会の近年の活動内容は、過去に使用された石綿製品を安全に処理する技術とその情報に関することが主体となっているため、協会の名称もこれに沿ったものにいたしました」と主張しているが、旧日本石綿協会時代に社会における石綿利用を促進してきた団体が、日本で使用禁止となった後に「被害の抑止」や「予防」を謳う形で新たな事業を展開していることに対しては被害者団体からの批判がある。
旧日本石綿協会は、石綿が原則使用禁止となる2004年まで「管理して使用すれば安全」と主張していた。例えば、1996年に同協会が発行した『せきめん読本』では「一般環境では石綿によるリスクが他のリスクに比べて決して高いものではない」としていたが、2005年のクボタ・ショックによって一般環境住民にも多数の被害が発生していることが明らかとなった。
同協会は2005年にアスベスト診断士という資格認定制度を発足させ、既存建築物等に使用されている石綿のリスクを診断する者を養成しているが、資格試験に関して実地研修が無い点などから制度の杜撰さが指摘されている。受講料に10万円以上、更新研修費用に2万円を要することによって新たに利益が生み出されている点にも被害者団体からの批判がある。2013年12月6日現在で965人がアスベスト診断士として登録されている。